# ジョイパーク泉ヶ丘
ジョイパーク泉ヶ丘（ジョイパークいずみがおか、JOYPARK）は、大阪府堺市南区にあるショッピングモール。2000年11月に開業した。当初、様々なラーメン店が並ぶ「ラーメン劇場」と呼ばれるもので人気を呼んでいたが、2006年2月28日をもって営業終了となった。

## 主なテナント
下記店舗のほか、眼科、薬局などの店舗が並ぶ。
- ロピア
- マクドナルド
- セリア
- ベックシュクレ（洋菓子）
- PAPA's（理容室）
- 小森クリーニング
- iDream（携帯修理）
- プラスワン（靴修理・合鍵）
- ベストライフ
- トイザらス／ベビーザらス
- スーツセレクト
- パシオス
- 西松屋
- ココカラファイン
- コンタクトのアイシティ
- フルフルルーナ（ヘアサロン）
- SoftBank
- 馬渕教室

### 過去のテナント
- 三杉屋
- ゲーム王国TAKARAJIMA
- 八千代ムセン
- サンプラザ
- 泉ヶ丘 ラーメン劇場

- しまむら
- ディバロ
- アベイル
- ハニーズ
- ドラッグセガミ
- ひゃくえもん
- 100均太郎
- ぷれいらんど373

## 施設情報
- 所在地 - 大阪府堺市南区三原台1-1-3
- 交通 - 南海泉北線泉ケ丘駅から徒歩で5分。
- 敷地面積 - 10,368m2
- 延床面積 - 37,465m2
- テナント面積 - 22,800m2

なお、元々此処には分譲マンションが建設される予定であったが、バブル崩壊による不況で頓挫し、ショッピングモールとなった。